# Kenet Works
Kenet Works är ett företag som grundades 2003 av Gustav Söderström, Thomas Backelin, Johan Gertéll, Andreas Nordin, Daniel Malmkvist, Johan Edlund och Martin Holst i Stockholm.
Kenet Works utvecklade programvara för internetforum på mobiltelefoner. 2006 förvärvades Kenet Works av det amerikanska företaget Yahoo! för en uppskattade summa på 150 miljoner SEK.